# Cosmești (okręg Gałacz)
Cosmești – wieś w Rumunii, w okręgu Gałacz, w gminie Cosmești. W 2011 roku liczyła 1184 mieszkańców.